# Hi-Octane
Hi-Octane est un jeu vidéo de course et de combat motorisé développé par Bullfrog Productions et publié par Electronic Arts sur PC en 1995 avant d'être porté sur PlayStation et Sega Saturn sous le nom Hi-Octane: The Track Fights Back!. Le jeu se déroule dans un univers de science-fiction dans lequel le joueur participe à des courses d'aéroglisseur. Il peut pour cela choisir entre six véhicules dotés de caractéristiques différentes en matière de solidité, de vitesse et de puissance de feu. Avec son aéroglisseur, il participe à des courses qui l'oppose à des pilotes contrôlés par l'ordinateur ou par d'autres joueurs. Six circuits, représentés en trois dimensions, sont disponibles dans le jeu. Ils sont parsemés d'armes et de bonus qui permettent au joueur d'améliorer les performances de son véhicule ou d'attaquer ses adversaires pour leur faire perdre du temps. Chaque circuit est également équipé de stands qui permettent de faire le plein de carburant ou de munition et d'effectuer des réparations,.

## Accueil
| Hi-Octane             |      |       |
| Média                 | Nat. | Notes |
| Computer Gaming World | US   | 3.5/5 |
| Gen4                  | FR   | 90 %  |
| Joystick              | FR   | 76 %  |
| PC Gamer US           | US   | 82 %  |